# Сааведра, Эрвин
Э́рвин Ма́рио Сааве́дра Фло́рес (исп. Erwin Mario Saavedra Flores; род. 22 февраля 1996 года) — боливийский футболист, полузащитник клуба «Мамелоди Сандаунз» и сборной Боливии.

## Клубная карьера
Саавердра начал профессиональную карьеру в клубе «Боливар». 23 марта 2013 года в матче против «Ориенте Петролеро» он дебютировал в чемпионате Боливии. 1 мая 2014 года в поединке против «Блуминга» Эрвин сделал «дубль», забив свои первые голы за «Боливар». В составе клуба он дважды стал чемпионом страны.
В январе 2022 года перешел в южноафриканский клуб «Мамелоди Сандаунз».

## Международная карьера
В начале 2015 года Сааведра в составе молодёжной сборной Боливии принял участие в молодёжном чемпионате Южной Америки в Уругвае. На турнире он сыграл в матчах против Парагвая, Эквадора и Перу.
12 ноября 2015 года в отборочном матче чемпионата мира 2018 против сборной Венесуэлы Сааведра дебютировал за сборную Боливии.
В 2016 году в составе сборной Сааведра принял участие в Кубке Америки в США. На турнире он сыграл в матчах против команд Чили и Аргентины.
В 2019 году Сааведра попал в заявку на участие в Кубке Америки в Бразилии. На турнире он сыграл в матчах против сборных Бразилии и Перу.
16 октября 2019 года в поединке против сборной Гаити он сделал «дубль», забив свои первые голы за национальную команду.

### Голы за сборную Боливии
| #   | Дата            | Место                                                  | Противник | Счёт | Результат | Соревнование      |
| --- | --------------- | ------------------------------------------------------ | --------- | ---- | --------- | ----------------- |
| 01. | 16 октября 2019 | Рамон Тауичи Агилера, Санта-Крус-де-ла-Сьерра, Боливия | Гаити     | 1:1  | 3:1       | Товарищеский матч |
| 02. | 16 октября 2019 | Рамон Тауичи Агилера, Санта-Крус-де-ла-Сьерра, Боливия | Гаити     | 2:1  | 3:1       | Товарищеский матч |

## Достижения
«Боливар»
- Победитель чемпионата Боливии (5) — Клаусура 2013, Апертура 2014, Клаусура 2015, Апертура 2017, Апертура 2019